# Óscar Tellechea
Oscar Gabriel Tellechea (Carabobo, 20 de julio de 1986) Es un dirigente político de oposición venezolano, perseguido y exiliado por el régimen venezolano, Periodista, egresado de la Universidad Arturo Michelena. Fue miembro fundador de movimientos estudiantiles y Ex Secretario de Organización Juvenil Regional del partido Alianza Bravo Pueblo en el estado Carabobo. Pertenece al grupo de líderes de la nueva generación política en Venezuela y actualmente Activista Internacional de DDHH. En 2015 luego de exhaustivos análisis se separa de la Mesa de la Unidad Democrática(MUD) para continuar su lucha de forma independiente frente a los abusos del Gobierno Nacional PSUV.

## Activismo político

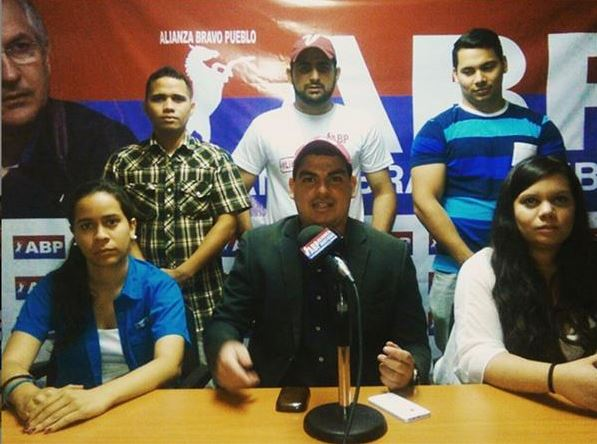
Oscar Tellechea se pronuncia ante los abusos del Régimen en Venezuela

En el año 2007, con el cierre del canal Radio Caracas Televisión por mandato del gobierno nacional, Oscar Tellechea junto a un grupo de estudiantes a nivel nacional asumieron la lucha por la libertad y la justicia, a fin exigir el cumplimiento de las garantías constitucionales destacando la solicitud de libre expresión en Venezuela sin temor a que por ello se implementara una persecución de carácter político.
Tellechea Participó activamente en la campaña electoral por el “NO” en contra de la Reforma Constitucional, elecciones realizadas en diciembre de 2007, en las cuales la oposición conquistó su primer triunfo electoral frente al oficialismo. Al mismo tiempo el joven carabobeño lideró actividades de protestas en conjunto con diversas agrupaciones (sindicales, vecinales, estudiantiles) en la región carabobeña, para exigir el cese a la persecución política y la liberación de dirigentes opositores encarcelados injustamente, dentro de dichas acciones tienen relevancia su participación en la primera huelga de hambre a nivel nacional emprendida por universitarios durante el mandato de Hugo Chávez.

## Oposición al gobierno venezolano
Tras la persecución política implementada por el Gobierno de Hugo Chávez, el dirigente juvenil fue objeto de una serie de situaciones adversas
que amenazaron su integridad física, sin embargo tales acciones no impidieron que avanzara en su lucha por el rescate de la libertad en Venezuela, los Derechos Humanos y el respeto a los principios constitucionales, lo que sin lugar a interpretaciones ambivalentes dio lugar a una nueva oleada de persecuciones y acusaciones infundadas por distintos voceros y afines al partido de gobierno, quienes en una clara violación a la legislación venezolana difamaron e injuriaron al tildarle de "Brazo Armado opositor".
En su apego al respeto del debido proceso Tellechea colaboró activamente en la asistencia a la defensa cientos de jóvenes Carabobeños detenidos arbitrariamente por los cuerpos de seguridad mientras protestaban pacífica y constitucionalmente, obteniendo gracias al apoyo de profesionales del derecho la libertad para todos los detenidos.
Luego de la desaparición física de Hugo Chávez el 5 de marzo de 2013 y en medio de un proceso Electoral cuestionable, Nicolás Maduro fue elegido Presidente de Venezuela y con ello un incremento en la Persecución política y violación a los Derechos Humanos    

## Participación en manifestaciones de 2014

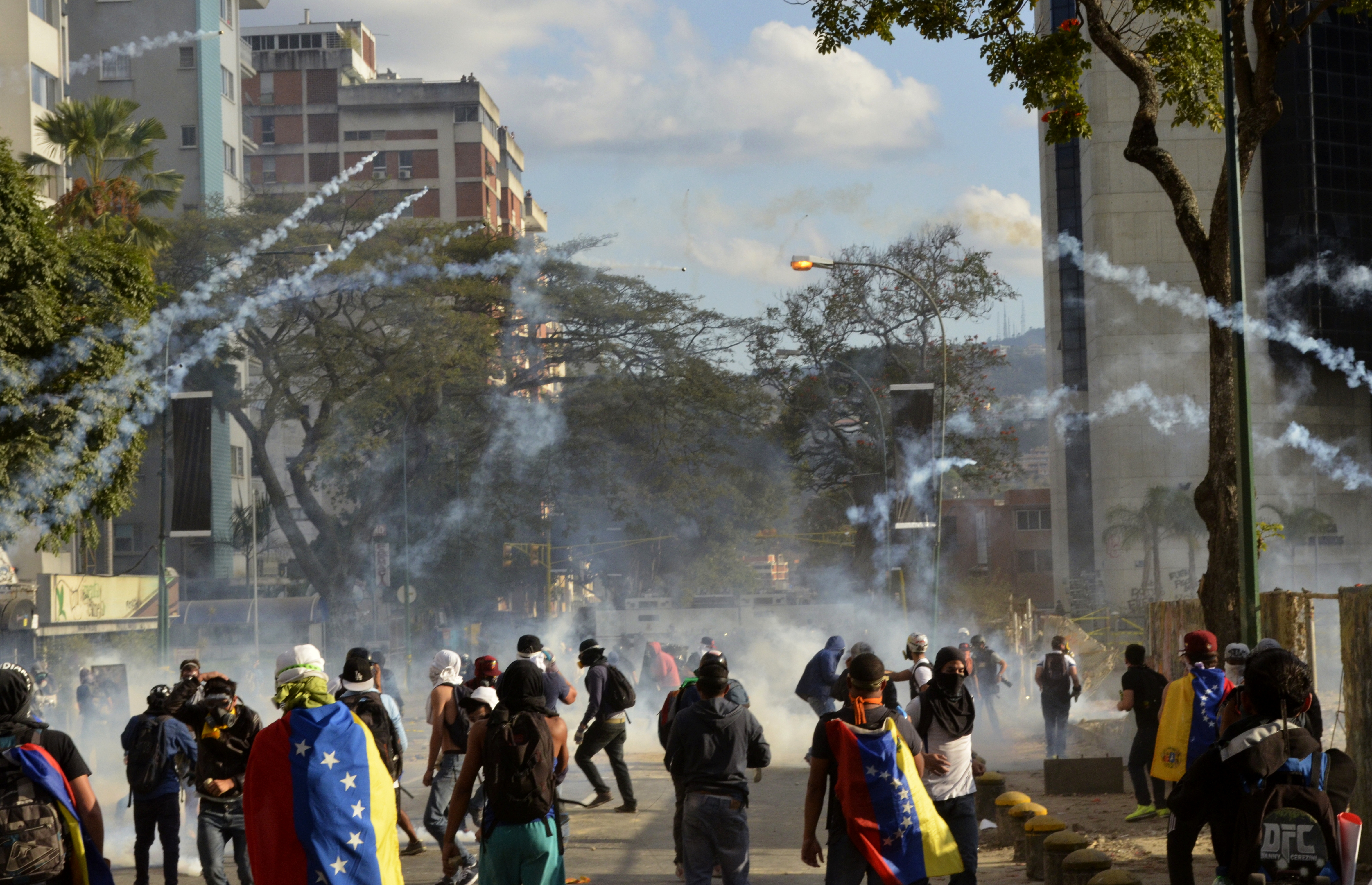
Protestas en Venezuela de 2014.

Oscar Tellechea participó y lideró cientos de protestas en compañía de sectores sociales y estudiantiles que ofrecieron su apoyo y se identificaron con el llamado realizado por Leopoldo López y otros dirigentes opositores, las solicitudes se enmarcaron desde la exigencia de reivindicaciones sociales hasta la renuncia inmediata de funcionarios de gobierno. Fue objeto de agresiones y violaciones a sus derechos ciudadanos y documentados por diversas organizaciones para la protección de Derechos Humanos tanto nacionales como internacionales.
Bajo la consigna "la universidad no debe estar apartada de la realidad del país" capitalizó el entusiasmo estudiantil conformando un equipo de jóvenes universitarios que se volcó a las calles acompañando el llamado de la sociedad civil a unirse en protesta.

## Activismo internacional

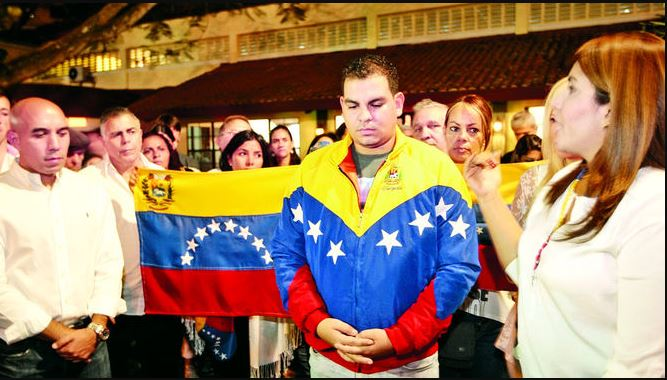
Oscar Tellechea en compañía de Dirigencia Internacional

Pese a las amenazas recibidas y a una delicada situación política en el país decide alzar su voz en instancias internacionales denunciando y solicitando el apoyo a la Comisión de Relaciones Exteriores de la Asamblea nacional de Panamá en materia de Derechos Humanos, su participación activa en diversas actividades y reuniones de alto nivel político ocasionaron el pronunciamiento de Isabel Saint Malo y del Partido Popular (Panamá) en el que exhortan al Gobierno Venezolano Respetar los Derechos Humanos de los opositores.

## Acusaciones en su contra

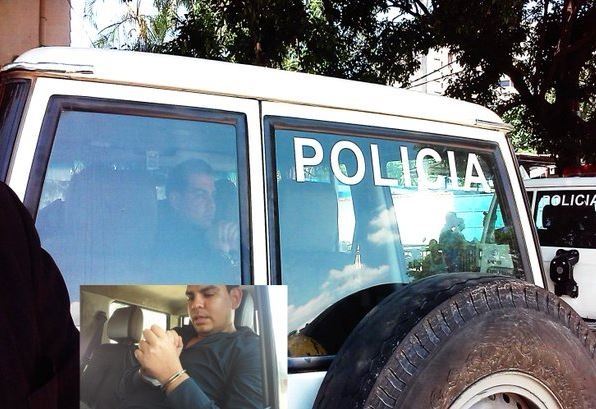
Oscar Tellechea es Detenido por defender Derechos Constitucionales

El 26 de febrero de 2015, un alto cargo del gobierno venezolano, Diosdado Cabello, presentó evidencias de una supuesta conspiración llevada a cabo por políticos de la oposición, incluyendo a Oscar Tellechea, con el fin de derrocar al gobierno venezolano. Las acusaciones fueron transmitidas en televisión nacional durante la transmisión del programa "Con el mazo dando".
En 2017 luego de captar la atención de cientos de protestantes Oscar Tellechea fue amenazado y obligado a dejar el país en resguardo de su integridad física. Las pruebas de tales aseveraciones se componen de una serie de hechos documentados al igual que archivos de audio.  
Ese mismo año Oscar Tellechea alertó sobre la arremetida por parte del régimen venezolano  contra la disidencia, revelando detalles sobre la fase naranja del plan zamora.
Actualmente se encuentra en clandestinidad forzada.